# Aleksandar Popovic (Schriftsteller)
Aleksandar Popović (* 20. November 1929 in Ub, Königreich Jugoslawien; † 9. Oktober 1996, Belgrad, Bundesrepublik Jugoslawien) war ein jugoslawischer Schriftsteller.

## Leben
Popović wurde in Ub, einer Stadt im Nordwesten von Serbien, geboren und machte in Belgrad sein Abitur. Er begann Mathematik zu studieren, wandte sich jedoch dem Schreiben von Gedichten zu. Er wurde Kandidat der Serbischen Schriftstellervereinigung. In den 1940er Jahren verbrachte er fünf Jahre auf der jugoslawischen Gefängnisinsel in der dalmatinischen Adria Goli Otok, der Nackten Insel.
In den 1950er Jahren begann er in Zusammenarbeit mit Dušan Radović für Radio Belgrad Radiogeschichten für Kinder zu schreiben, denen Drehbücher für Fernsehspiele und Fernsehserien folgte. Seit 1959 schrieb er Dramen und Komödien für das Theater. Das Gesamtwerk beläuft sich auf ungefähr 50 Theaterstücke, die das Leben häufig auf satirische/komödiantische Art schildern und sowohl in Jugoslawien als auch im Ausland aufgeführt wurden.

## Theater
- 1964: Ljubinko i Desanka (Ljubinko und Desanka); Uraufführung am 30. Dezember 1964, Pozorište 212, Belgrad.
- 1965: Čarapa od sto petlji (Der Strumpf mit Hundert Maschen); UA: 17. Juni 1980, Nationaltheater Timočka Krajina, Zaječar, Serbien.
- 1965: Der Damaszener Säbel.
- 1966: Schweinegalopp.
- 1966: Jelena Ćetković.
- 1966: Aschenbrödel.
- 1967: Rasvojni put Bore Šnajdera (Der Entwicklungsweg des Bora Schnaider); UA: 12. Februar 1967, Pozorište 212, Belgrad.
- 1967: Smrtonosna motoristika (Todbringende Motoristik); UA: 7. April 1967, Belgrader Dramatisches Theater, Belgrad.
  - deutsche Aufführung durch das Zeitgenössische Theater Belgrad bei der Experimenta 2 der Deutschen Akademie der Darstellenden Künste, Frankfurt am Main im Theater am Turm am 9. Juni 1967.
- 1968: Druga vrata levo; UA: 1969, Studentisches Experimentaltheater, Zagreb.
- 1984: Mrešćenje šarana (Der Laich des Karpfens); UA: 4. April 1984, Nationaltheater in Pirot, Pirot, Serbien.
- 1990: Bela kafa; UA: 6. Dezember 1990, Nationaltheater in Pirot, Pirot.
- 1992: Tamna je noć; UA: 23. Juni 1993, Kult Teatar, Belgrad.
- 1995: Čarlama zbogom; UA: 6. März 1995, Nationaltheater in Pirot, Pirot.
- 1996: Baš bunar; UA: 5. Oktober 1996, Zvezdara Teatar, Belgrad.
- 1999. Nocna frajl; UA: 7. März 1999, Stadttheater, Jagodina.

## Fernsehen
- 1966: Möbliertes Zimmer.
- 1967: Wenn ich mich ans Glück erinnere.